# Simó Busom i Grau
Simó Busom i Grau (Barcelona, 1927 – 25 de novembre del 2020) era un pintor paisatgista català. Es va formar com a pintor a l'Acadèmia Baixas, i a les seves primeres obres es nota la influència de Rafael Benet i Ramon Rogent, per posteriorment evolucionar cap a un cubisme molt personal que tendeix cap a un cert fauvisme àgil i espontani. A nivell professional, va iniciar-se en el món de l'aquarel·la, per passar després a la pintura a l'oli. Pertanyia al grup de pintors de la coneguda Sala Parés. Durant l'any 1969 va pintar alguns paisatges a Cadaqués.

## Premis i reconeixements
- 1955 Premi de l'Ajuntament de Barcelona, concurs d'artistes novells[3]
- 1956 Premi Montcada[3]
- 1981 Premi de dibuix Ynglada-Guillot